# Otacílio
Otacílio Guedes Patriota ou Otacílio Batista (Itapetim, 26 de setembro de 1923 - João Pessoa, 5 de agosto de 2003) foi um cantador, violeiro e repentista brasileiro. Filho de Raimundo Joaquim Patriota e Severina Guedes Patriota, ambos paraibanos, Otacílio participou pela primeira vez de uma cantoria em 1940, durante uma Festa de Reis em sua cidade natal. Daquele dia em diante, nunca mais abandonaria a vida de poeta popular.

## Biografia
Em mais de meio século de repentes, participou de cantorias com celebridades como o Cego Aderaldo e outros. Conquistou vários festivais de cantadores realizados nos estado de Pernambuco, Ceará, Rio de Janeiro e São Paulo. Umas de suas músicas de sucesso é "Mulher Nova, Bonita e Carinhosa Faz o Homem Gemer sem Sentir Dor", composta em parceria com o cantor Zé Ramalho, gravada pela cantora Amelinha para o disco homônimo da canção-título e posteriormente foi gravada pelo próprio Zé Ramalho. A canção foi incluída como tema do filme Lampião, o Rei do Cangaço. Publicou vários livros, das quais destacam-se: Poemas que o Povo Pede; Rir Até Cair de Costas; Poema e Canções; e Antologia Ilustrada dos Cantadores.Otacílio Batista morreu no dia 05 de agosto de 2003 em João Pessoa,  ficando conhecido nacionalmente pelos seus versos impressionantes - sempre feitos de improviso - e pelas inúmeras letras que compôs para vários intérpretes na Música Popular Brasileira. Ele também era conhecido como “A Voz do Uirapuru” e fez dupla com nomes lendários, como Pinto do Monteiro, Dimas, Batista, Lourival Batista, Diniz Vitorino, Oliveira de Panelas, Daudethe Bandeira, Pedro Bandeira, entre outros..